# Weierweiler (Weiskirchen)
Weierweiler ist der kleinste Ortsteil der Gemeinde Weiskirchen. Weierweiler liegt auf einer Höhe von 300–400 m NN.

Wappen von Weierweiler

## Wappen
Der Turm repräsentiert die geschichtlich genannte Hungerburg in Weierweiler. Die Wolfsangel repräsentiert das Hochgericht Weierweiler während der Zugehörigkeit zur Herrschaft Dagstuhl mit dem Wappen der Herren von Sötern. Das auf Gold aufgelegte Wellenband in Blau ist ein Hinweis auf die zahlreichen Wasserläufe im Gemarkungsbereich. Das schwarze Kreuz ist ein Hinweis auf die 1871 errichtete Kapelle. Das Mühlrad ist ein Hinweis auf die Mühlenbetriebe. Die Löwen repräsentieren den Wappen der Freiherren Zandt von Merl vom benachbarten Schloss Münchweiler.